# Carlo Raffaele Marcello
Carlo Raffaele Marcello, noto anche con lo pseudonimo di Ralph Marc (Ventimiglia, 16 novembre 1929 – Ventimiglia, 23 dicembre 2007), è stato un fumettista italiano, noto in Italia soprattutto per la sua opera su Tex e Zagor.

## Biografia
Trascorsa l'infanzia a Ventimiglia, si trasferì in Francia interrompendo gli studi liceali, dove fra l'altro cura le riduzioni a fumetti di testi classici come la Bibbia per la Mondial Press; nel 1948 iniziò una lunga collaborazione con l'editore Sagédition collaborando a diverse testate come Aventures realizzando le serie a fumetti Loana, princesse de la jungle e Nick Silver.
Negli anni cinquanta e sessanta collabora con diversi editori e diverse agenzie come Opera Mundi e Mondial Press per le quali realizza dal 1950 trasposizioni a fumetti di classici pubblicate su France Soir, Le Parisien libéré e poi anche su periodici locali; per il periodico Pepito disegna, dal 1955 al 1967, su testi di Luigi Grecchi, Le cavalier inconnu, che verrà edito anche in Italia dalla Editrice Cenisio; nel 1968 realizza la serie Bob e Frank sul periodico Bunny Magazine. Per la Cenisio realizzò dal 1960 al 1972, su testi di vari autori come Luigi Grecchi e Angelo Saccarello, la serie Rin Tin Tin & Rusty rifacendosi alla versione americana tratta dalla serie televisiva omonima; la serie venne anche più volte ristampata in Italia dalla Cenisio e in Francia dalla Sagédition. Alla fine degli anni sessanta iniziò a collaborare con il settimanale Pif Gadget pubblicandovi la serie Docteur Justice scritta da Jean Ollivier e che riscosse notevole successo, venenedo pubblicata per 125 episodi.
Negli anni settanta iniziò a collaborare anche con il settimanale Il Monello, realizzando la serie scritta sempre da Grecchi, I quattro cavalieri delle stelle nel 1971; l'anno successivo, pubblica sulla rivista francese Le Journal des Pieds Nickelés la serie John Parade - Le patrouilleur de l’éspace; per il settimanale Pif Gadget realizza nel 1975, su testi di Víctor Mora, la trasposizione della serie televisiva Attenti a quei due che verrà pubblicata anche in Italia dalla Cenisio e, nel 1982, la serie Cogan su testi di Ollivier; sempre su testi di Víctor Mora disegna anche la serie Taranis, fils de la gaule e, su testi di Roger Lecreux, disegna la serie Tarao che venne pubblicata anche in Italia sul periodico Più. Nello stesso periodo, dal 1977 al 1980, illustra una serie di fascicoli di varie collane per la Larousse.
Ritornò in Italia, dal 1991 collaborò con la rivista a fumetti Il Giornalino e con la Sergio Bonelli Editore, per la quale entrò nello staff della serie a fumetti di Zagor e di Tex; per quest'ultima serie realizza, su testi di Mauro Boselli, anche l'episodio Il passato di Carson, ritenuto uno dei classici della saga, tanto da essere giudicato dai frequentatori di un sito specializzato come la migliore storia del ranger in assoluto. Carlo Raffaele Marcello disegnò nel 1998 anche una storia di Magico Vento,  Il Ragno ed Il Coyote che però non fu pubblicata come albo regolare e venne recuperata solo nel 2010, nello speciale che concludeva la saga di Magico Vento . Questo è dunque l'ultimo lavoro a fumetti di Marcello mai pubblicato.